# Frieden von Bautzen

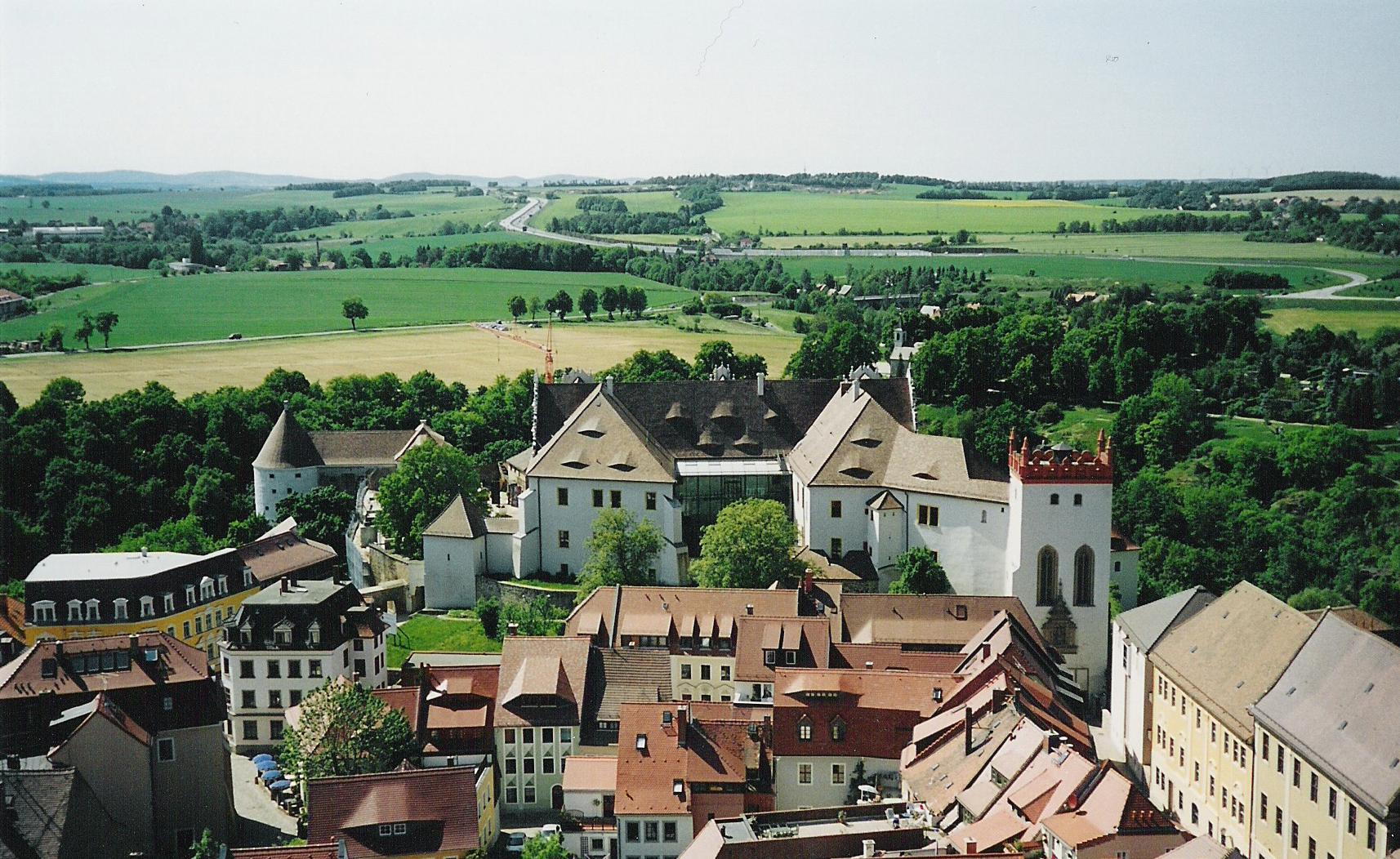
Die Ortenburg in Bautzen

Der Frieden von Bautzen (obersorbisch Budyski měr, polnisch Pokój w Budziszynie) war ein am 30. Januar 1018 auf der Ortenburg zu Bautzen geschlossener Friedensvertrag zwischen dem Römisch-deutschen Kaiser Heinrich II. und dem polnischen Herrscher Bolesław I. Chrobry.

## Geschichte

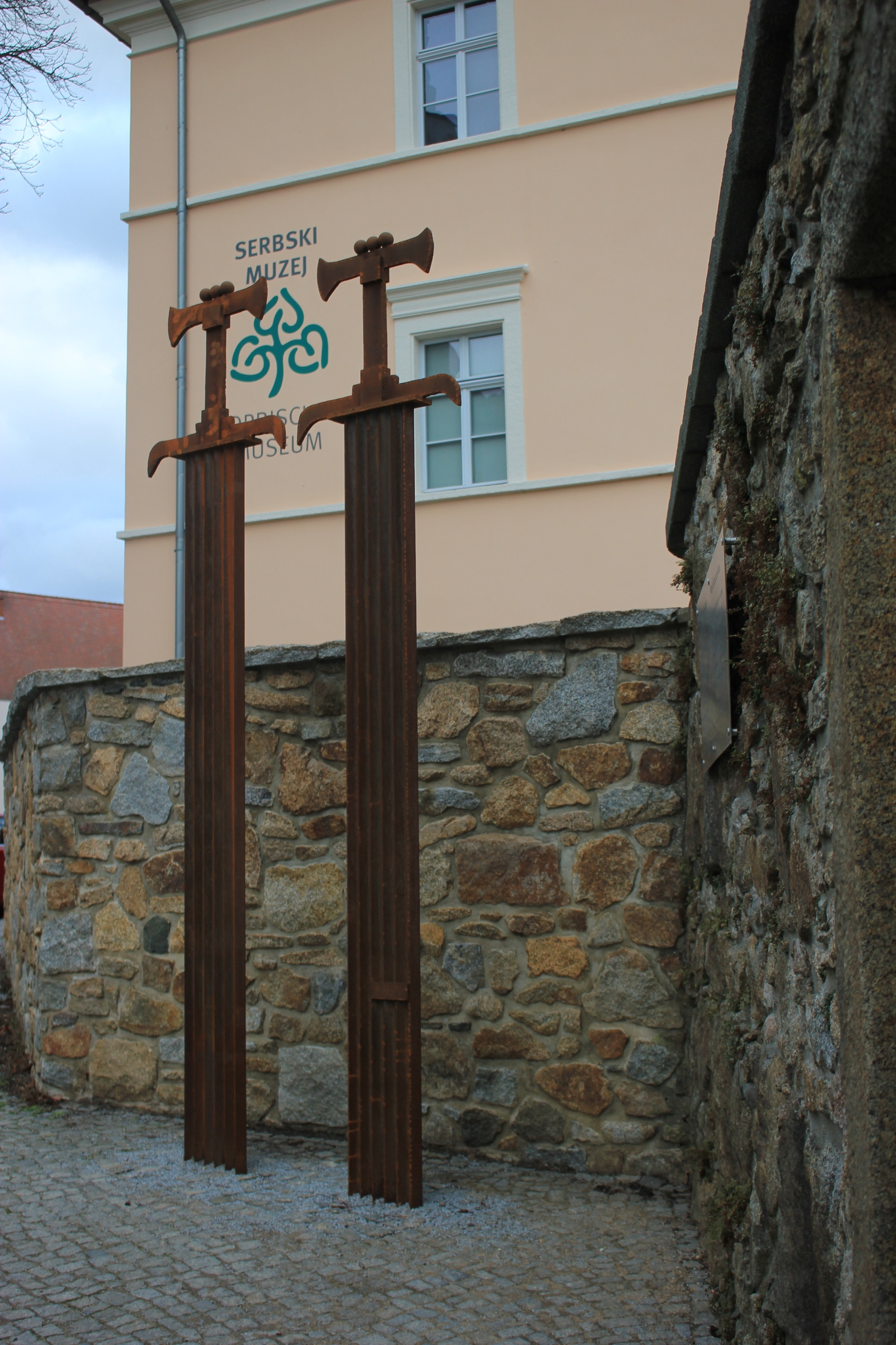
Denkmal zur Erinnerung an den Frieden von Bautzen auf der Ortenburg

Der auf Befehl von Heinrich II. überraschend zustande gekommene Frieden, dem ein anhaltendes Bitten von Bolesław I. Chrobry vorausgegangen war, beendete die seit 15 Jahren gegeneinander geführten Kriege und zugleich das Bündnis, das Heinrich II. 1003 mit den heidnischen Liutizen geschlossen hatte.
Als Unterhändler des Heiliges Römisches Reiches fungierten Erzbischof Gero von Magdeburg, Bischof Arnulf von Halberstadt, Markgraf Hermann I. von Meißen, Graf Dietrich und der Kaiserliche Kämmerer Friedrich. Von beiden Vertragsparteien wurden als Garantie hierzu ausersehene Geiseln bereitgestellt.
Bolesław behielt lehnsfrei die zwischen den Parteien strittige Mark Lausitz, die Mark Meißen unter Graf (lateinisch comes) Hermann I. von Meißen (unter polnischer Hoheit) sowie das Land der Milzener im Gebiet der heutigen Oberlausitz. Zudem knüpfte er dynastische Bande mit den Ekkehardinern, indem er – unmittelbar nach Friedensschluss – am 3. Februar 1018 Oda, die jüngste Tochter des Markgrafen von Meißen, Ekkehard I., heiratete. Die polnische Herrschaft über das Milzenerland endete erst 1031.
Im Sommer 1018 gewann Bolesław mit deutschen und ungarischen Hilfstruppen für kurze Zeit die Herrschaft über Kiew, das Zentrum der Kiewer Rus.